# Page Eight
Page Eight (Entre líneas) es una película para televisión británica de 2011 escrita y dirigida para la BBC por el escritor británico David Hare, su primera película como director desde Strapless de 1989. El elenco incluye a Bill Nighy, Rachel Weisz, Michael Gambon, Tom Hughes, Ralph Fiennes y Judy Davis. La película fue seguida por Turks & Caicos (2014) y Salting the Battlefield (2014), que se emitieron en BBC Two en marzo de 2014. Las tres películas se conocen colectivamente como La trilogía de Worricker.

## Sinopsis
Johnny Worricker (Bill Nighy) es un oficial del MI5 desde hace mucho tiempo. Su mejor amigo y superior, el director general Benedict Baron (Michael Gambon), convoca a Johnny a una reunión con la agente del MI5 Jill Tankard (Judy Davis) y la Secretaria del Interior Anthea Catcheside (Saskia Reeves) con respecto a un informe potencialmente explosivo. Worricker resalta verbalmente una nota al pie de la página ocho que alega que el primer ministro Alec Beasley (Ralph Fiennes) tiene conocimiento de cárceles secretas en el extranjero donde los sospechosos de terrorismo han sido torturados por las autoridades de los Estados Unidos. De ser cierto, Beasley no compartió ninguna inteligencia obtenida con los servicios de seguridad, a costa de vidas británicas.

## Reparto
- Bill Nighy como Johnny Worricker.
- Rachel Weisz como Nancy Pierpan.
- Michael Gambon como Benedict Baron.
- Judy Davis como Jill Tankard.
- Tom Hughes como Ralph Wilson.
- Saskia Reeves como Anthea Catcheside.
- Ewen Bremner como Rollo Maverley.
- Felicity Jones como Julianne Worricker.
- Ralph Fiennes como Alec Beasley.